# Kadudamas
Kadudamas is een bestuurslaag in het regentschap Lebak van de provincie Banten, Indonesië. Kadudamas telt 2990 inwoners (volkstelling 2010).